# ترنس ورلد ایرلاینز

لوگوی تی‌دبیلو‌ای

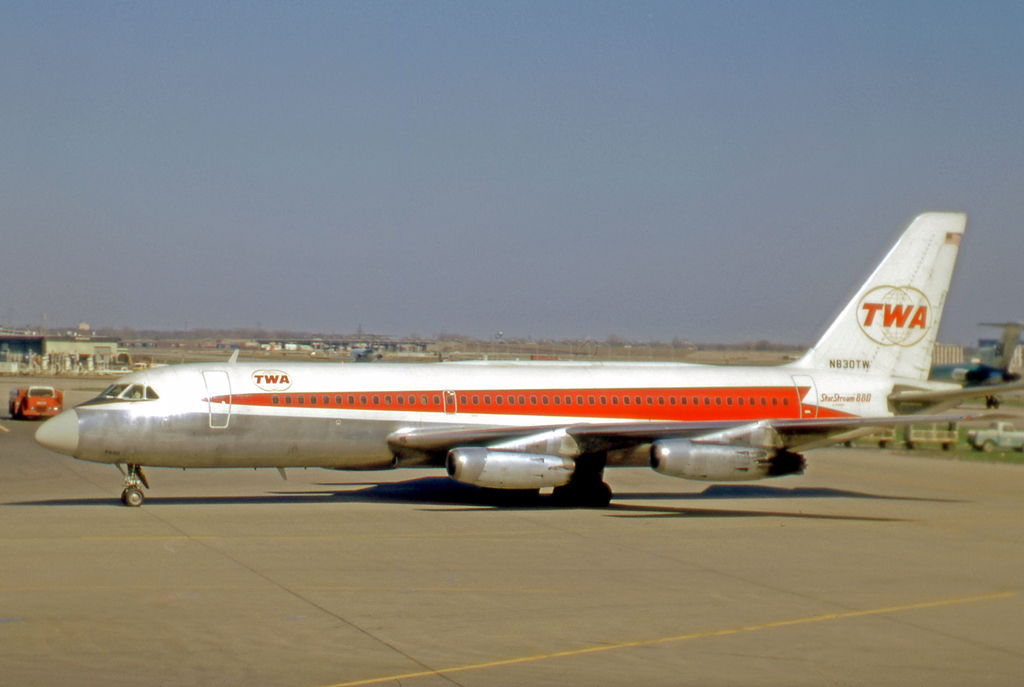
جت کانویر ۸۸۰

ترنس ورلد ایرلاینز (با نامهای قبلی ترنس کانتیننتال و وسترن ایرلاین) یا تی‌دبیلو‌ای، یک شرکت هواپیمایی آمریکایی بود که به بیشتر نقاط دنیا پرواز داشت. پروازهای طولانی این شرکت بین اروپا و آمریکا با هواپیماهای لاکهید ال-۱۰۱۱ تری استار، بوئینگ ۷۴۷ و بوئینگ ۷۶۷ انجام می‌گرفت.

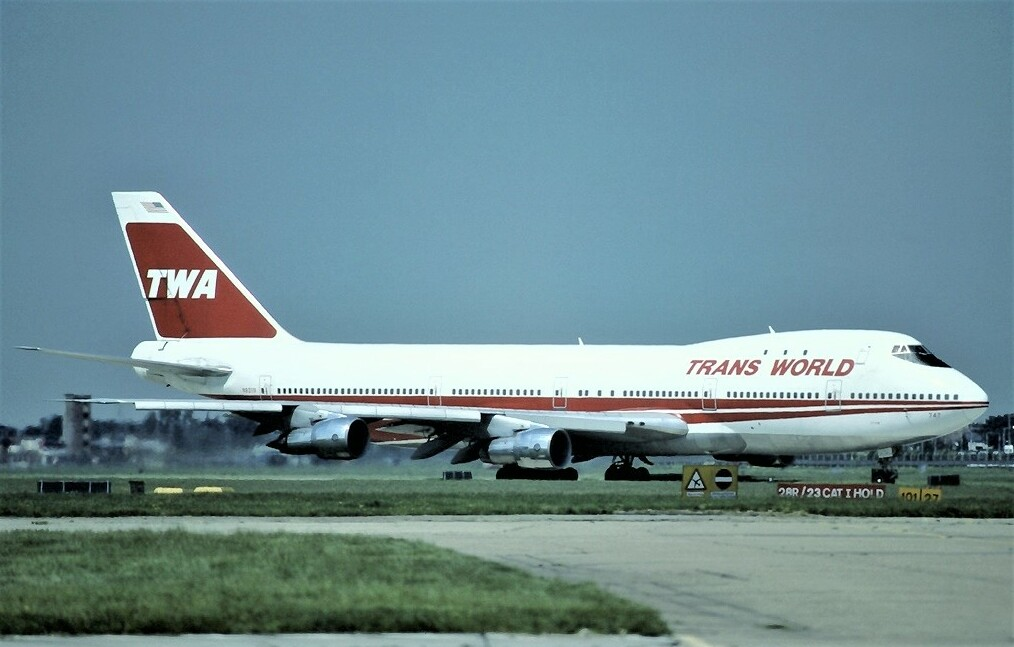
یکی از هواپیماهای بوئینگ ۷۴۷–۱۰۰ تی‌دبیلو‌ای، که بعدها در طی پرواز تی‌دبلیوای ۸۰۰ بر فراز اقیانوس اطلس منفجر شد. تی‌دبیلو‌ای در دوران طلایی اش، چندین فروند از این نوع هواپیما را در اختیار داشت.

این شرکت هواپیمایی در ۱۰ اکتبر سال ۱۹۳۰ از طریق ادغام سه شرکت هواپیمایی آمریکایی و با نام ترنس کانتیننتال اند وسترن ایر انیکورپریشن (با نام اختصاری تی‌دبیلو‌ای) تأسیس شد. در سال ۱۹۳۹ هوارد هیوز سهامدار اصلی شرکت شد. در سال ۱۹۵۰ این شرکت به ترنس ورلد ایرلاینز تغییر نام داد. این شرکت به عنوان اولین مصرف‌کننده لاکهید کونستلیشن ال-۰۴۹ را خریداری کرد. زمانی که در ۱۹۴۴ برای اولین بار این هواپیما تحویل داده شد و با رنگهای مخصوص تی‌دبیلو‌ای رنگ شد، هوارد هیوز با آن بدون فرود بر در کمتر از هفت ساعت بر فراز قاره آمریکا پرواز کرد و رکورد قبلی سرعت را شکست. در سال ۱۹۵۲، این شرکت اولین شرکتی بود که «توریست کلاس» را در پروازهای خود معرفی کرد. در آستانه دهه ۱۹۶۰ میلادی با آغاز به‌کارگیری هواپیماهای جت (از جمله بوئینگ ۷۰۷) از سوی شرکتهای رقیب، تی‌دبیلو‌ای ۶۳ فروند هواپیمای کانویر ۸۸۰ که با توجه به لیست درخواستهای هیوز طراحی شده بود را سفارش داد، اما وام سنگینی برای این سفارش دریافت شد و وام دهندگان بر پایان تسلط هیوز بر این شرکت اصرار کردند که در نهایت منجر به کنار گذاشته شدن هیوز از تی‌دبیلو‌ای شد.
در سال ۱۹۸۵ کارل آیکان شروع به تصاحب خصمانه تی‌دبیلو‌ای کرد.
او اموال تی‌دبیلو‌ای را می‌فروخت تا وامی را که برای خرید تی‌دبیلو‌ای دریافت کرده بود بازپرداخت کند. در سال ۱۹۸۸ او تی‌دبیلو‌ای را به یک شرکت خصوصی تبدیل کرد که برای او ۴۶۹ میلیون دلار سود داشت اما برای تی‌دبیلو‌ای یک وام ۵۴۰ میلیون دلاری به جا گذاشت. در سال ۱۹۹۱، او مسیرهای پرسود تی‌دبیلو‌ای به لندن را به قیمت ۴۴۵ میلیون دلار به آمریکن ایرلاینز فروخت. او تی‌دبیلو‌ای را مجبور به قبول قراردادی کرد که به او اجازه می‌داد بلیطهای تی‌دبیلو‌ای را به قیمت ارزانتری به فروش برساند. او وب‌گاه اینترنتی lowestfares.com را برای فروش این بلیطها راه‌اندازی کرد که هزینه مالی سنگینی برای تی‌دبیلو‌ای داشت.
تی‌دبیلو‌ای به مدت طولانی با مشکلات اقتصادی رودرو بود و هواپیماهای آن میانگین سن بالایی داشتند. در نهایت، امریکن ایرلاینز بخشهایی از آن را در سال ۲۰۰۱ خریداری کرد.